# Liu Huixia
Liu Huixia (en chino: 刘蕙瑕; Daye, 30 de noviembre de 1997) es una deportista china que compitió en saltos de plataforma.
Participó en los Juegos Olímpicos de Río de Janeiro 2016, obteniendo una medalla de oro en la prueba sincronizada (junto con Chen Ruolin).
Ganó dos medallas de oro en el Campeonato Mundial de Natación entre los años 2013 y 2015. En los Juegos Asiáticos de 2014 consiguió una medalla de oro en la prueba de plataforma 10 m sincro.

## Palmarés internacional
| Juegos Olímpicos   | Juegos Olímpicos        | Juegos Olímpicos | Juegos Olímpicos       |
| Año                | Lugar                   | Medalla          | Prueba                 |
| ------------------ | ----------------------- | ---------------- | ---------------------- |
| 2016               | Río de Janeiro (Brasil) | Medalla de oro   | Plataforma 10 m sincro |
| Campeonato Mundial |                         |                  |                        |
| Año                | Lugar                   | Medalla          | Prueba                 |
| 2013               | Barcelona (España)      | Medalla de oro   | Plataforma 10 m sincro |
| 2015               | Kazán (Rusia)           | Medalla de oro   | Plataforma 10 m sincro |
| Juegos Asiáticos   |                         |                  |                        |
| Año                | Lugar                   | Medalla          | Prueba                 |
| 2014               | Incheon (Corea del Sur) | Medalla de oro   | Plataforma 10 m sincro |